# Hicham Barakat
Hisham Barakat, né le 21 novembre 1950 et mort le 29 juin 2015 à Héliopolis, près du Caire, est un magistrat égyptien.
Nommé procureur général par le président par intérim Adly Mansour le 10 juillet 2013, il ordonne le 14 juillet le gel des avoirs de quatorze importants islamistes, dont le guide suprême des Frères musulmans Mohammed Badie.
Il est assassiné lors d'un attentat à la voiture piégée alors qu'il sort de chez lui. L'attentat est revendiqué par le groupe islamiste Ansar Bait al-Maqdis.